# Friedrich-Wilhelm Hauck
Pour les articles homonymes, voir Hauck.
Friedrich-Wilhelm Hauck (né le 10 janvier 1897 à Breslau et mort le 15 avril 1979 à Überlingen) est un General der Artillerie allemand qui a servi au sein de la Heer allemande dans la Wehrmacht pendant la Seconde Guerre mondiale.
Il a été récipiendaire de la croix de chevalier de la croix de fer. Cette décoration est attribuée pour récompenser un acte d'une extrême bravoure sur le champ de bataille ou un commandement militaire avec succès.

## Biographie
Après avoir passé son baccalauréat au lycée Sainte-Élisabeth de Breslau, Hauck étudie le droit à l'université de Breslau. Au début de la Première Guerre mondiale, il s'engage comme volontaire dans le 6e régiment d'artillerie de campagne ; mais il renonce déjà au Corps Borussia Breslau (de), le corps de relations de son père (Guestphalia Halle (de)).
Friedrich-Wilhelm Hauck est capturé par les troupes britanniques en mai 1945 et est libéré en 1948.

## Promotions militaires
| Gefreiter              | 10 mars 1915      |
| Unteroffizier          | 5 novembre 1915   |
| Vizefeldwebel          | 22 août 1916      |
| Leutnant der Reserve   | 12 juin 1917      |
| Leutnant               | 12 septembre 1918 |
| Oberleutnant           | 31 juillet 1925   |
| Hauptmann              | 1er août 1931     |
| Major                  | 1er janvier 1936) |
| Oberstleutnant         | 1er janvier 1939  |
| Oberst                 | 1er décembre 1940 |
| Generalmajor           | 1er juin 1943     |
| Generalleutnant        | 1er mars 1944     |
| General der Artillerie | 20 avril 1945     |

## Décorations
- Croix de fer (1914)
  - 2e classe
  - 1re classe
- Insigne des blessés (1914)
  - en Noir
- Croix d'honneur pour combattants 1914-1918
- Agrafe de la Croix de fer (1939)
  - 2e classe
  - 1re classe
- Croix du Mérite de guerre avec glaives
  - 2e classe
  - 1re classe
- Médaille de service de la Wehrmacht 4e à 1re classe
- Médaille du Front de l'Est
- Plaque de bras Crimée
- Croix allemande en Argent (6 juillet 1942)
- Croix de chevalier de la Croix de fer
  - Croix de chevalier le 11 juin 1944 en tant que Generalleutnant et commandant de la 305e division d'infanterie[2]
- Commandeur de l'Ordre de l'Étoile de Roumanie avec glaives : 19 septembre 1941